# 山田家正
山田 家正（やまだ いえまさ、1935年（昭和10年） - ）は、日本の植物生態学者・環境学者。理学博士（北海道大学）。北海道ユネスコ連絡協議会会長、元小樽商科大学学長・小樽商科大学名誉教授

## 経歴
東京都立青山高等学校卒。1959年（昭和34年）北海道大学理学部卒。1962年（昭和37年）大学院理学研究科修了。その後、小樽商科大学商学部講師として赴任。1979年（昭和54年）同商学部助教授、1979年（昭和54年）同商学部教授。小樽商科大学短期大学部長を経て、1992年（平成4年）第7代小樽商科大学学長に就任。2002年（平成14年）小樽商科大学学長退官。同名誉教授、北海道開拓記念館館長。北海道ユネスコ連絡協議会会長、北海道東海大学工学部非常勤講師（2002年-2008年）

## 研究分野
生態や環境における研究が専門で、特に植物分類学・植物生態学を研究対象としている。

## 主要論文
- 『海藻の垂直分布』（季刊自然科学と博物館 42巻、1975年）
- 『日本海,北部太平洋及びその隣接海域沿岸における褐藻アナメ(Agarum cribosum Bory)の種内分類群』（小樽商科大学人文研究 60巻、1980年）
- 『産学連携の視点から』（藻類 48巻、2000年）